# Nusbaum
Nusbaum este o comună din landul Renania-Palatinat, Germania.

## Geografic
Comunitatea este situată în Parcul Natural Eifel din sud. Pentru Nusbaum se numără hamurile Freilingen, Freilingerhöhe, Nusbaumerhöhe, Rohrbach, Silberberg și Stockigt.

## Consiliu parohial
Consiliul municipal din Nusbaum este alcătuit din opt membri ai consiliului care au fost aleși cu majoritate de vot la alegerile locale din 25 mai 2014, iar primarul de onoare fiind președinte.
1. ↑  Alle politisch selbständigen Gemeinden mit ausgewählten Merkmalen am 31.12.2018 (4. Quartal) (în germană), Statistisches Bundesamt[*], arhivat din original la 10 martie 2019, accesat în 10 martie 2019